# Dwight L. Rogers

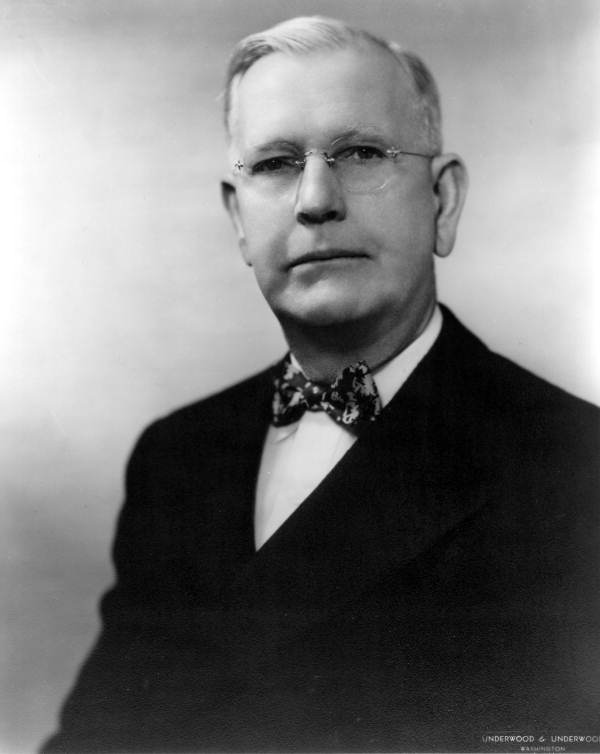
Dwight L. Rogers

Dwight Laing Rogers (* 17. August 1886 bei Reidsville, Georgia; † 1. Dezember 1954 in Fort Lauderdale, Florida) war ein US-amerikanischer Politiker. Zwischen 1945 und 1954 vertrat er den Bundesstaat Florida im US-Repräsentantenhaus.

## Werdegang
Dwight Rogers besuchte die öffentlichen Schulen seiner Heimat und das Locust Grove Institute. Danach studierte er bis 1909 an der University of Georgia in Athens. Nach einem Jurastudium an der Mercer University in Macon und seiner im Jahr 1910 erfolgten Zulassung als Rechtsanwalt begann er in Ocilla in seinem neuen Beruf zu arbeiten. Im Jahr 1925 verlegte er seine Kanzlei und seinen Wohnsitz nach Fort Lauderdale. Dort begann er als Mitglied der Demokratischen Partei eine politische Laufbahn.
Zwischen 1930 und 1938 saß Rogers als Abgeordneter im Repräsentantenhaus von Florida, dessen Präsident er im Jahr 1933 war. Bei den Kongresswahlen des Jahres 1944 wurde er im sechsten Wahlbezirk von Florida in das US-Repräsentantenhaus in Washington, D.C. gewählt, wo er am 3. Januar 1945 die Nachfolge von Robert A. Green antrat. Nach vier Wiederwahlen konnte er bis zu seinem Tod im Kongress verbleiben. In diese Zeit fielen das Ende des Zweiten Weltkrieges, die Gründung der UNO, der Beginn des Kalten Krieges und der Koreakrieg. Im Jahr 1951 wurde der 22. Verfassungszusatz im Kongress verabschiedet.
Dwight Rogers war auch bei den Kongresswahlen des Jahres 1954 bestätigt worden. Er konnte die am 3. Januar 1955 beginnende neuen Legislaturperiode nicht mehr antreten, weil er am 1. Dezember 1954 verstarb. Sein Mandat fiel an seinen Sohn Paul, der dann bis 1967 den sechsten Distrikt von Florida vertrat.